# Kiamil Bekirowitsch Aschirow
Kiamil (Keamil) Bekirowitsch Aschirow (russisch Киамиль (Кеамиль) Бекирович Аширов; * 12. Apriljul. / 25. April 1912greg. in Charkow; † 2001 in Samara) war ein sowjetisch-russischer Geologe und Hochschullehrer.

## Leben
Aschirow war der Sohn eines Bakuer Revolutionärs. Im Alter von 7 Jahren verlor Aschirow seinen Vater und begann als Zehnjähriger bei einem Schmied zu arbeiten. Es folgten andere Arbeitsstellen, und daneben lernte er an einer Abendschule. Er studierte dann am Industrie-Institut Baku mit Abschluss 1935. Anschließend arbeitete er im Gosplanapparat für Aserbaidschan und absolvierte daneben die Aspirantur, nach deren Abschluss er am 15. Juni 1941 seine Dissertation über Erdöl und Erdgas des Urals und der Wolgaregion mit Erfolg für die Promotion zum Kandidaten der geologisch-mineralogischen Wissenschaften verteidigte.
Nach Beginn des Deutsch-Sowjetischen Kriegs kämpfte Aschirow in der Roten Armee an der Südfront. 1943 wurde er mit anderen Erdöl-Spezialisten demobilisiert. Er arbeitete als Ingenieur in der Bakuer Erdöl-Industrie und wurde dann Direktor des Erdöl-Technikums Gurjewsk.
1947 wurde Aschirow nach Kuibyschew geschickt. Im neuen Erdölprojektierunginstitut Giprowostokneft wurde er Sektorleiter, Chef der Abteilung für Geologie und Prospektion der Erdöl- und Erdgas-Lagerstätten und im September 1961 Vizedirektor für die Forschungsarbeit. 1962 verteidigte er mit Erfolg seine Doktor-Dissertation über die geologischen Umstände bei der Bildung und dem Zerfall der Erdöl- und Erdgas-Lagerstätten der mittleren Wolgaregion und ihren Einfluss auf die Ausbeutungsbedingungen für die Promotion zum Doktor der geologisch-mineralogischen Wissenschaften.
Ab 1975 leitete Aschirow den Lehrstuhl für Geologie der Erdöl- und Erdgas-Lagerstätten des Polytechnischen Instituts Kuibyschew (bis 1990, danach Professor am Lehrstuhl). Forschungsschwerpunkte waren die Untersuchung und Klassifizierung von Karbonatformationen im Hinblick auf die dortigen Öl- und Gaslagerstätten, die Erdöldehydrierung und Abwässersäuberung und die Effekte der periodischen Vergletscherungen auf die Verteilung der Erdöl- und Erdgasvorkommen.

## Ehrungen, Preise
- Leninpreis im Bereich Technik (1966 zusammen mit Wiktor Iwanowitsch Murawlenko, Alexander Iwanowitsch Gubanow, Wenedikt Iwanowitsch Kolganow, Michail Grigorjewitsch Ossipow, Boris Fjodorowitsch Sasonow, Michail Leontjewitsch Syrgutschow, Pjotr Wassiljewitsch Iwanow, Dsandar Awsimaichowitsch Takojew, Issaak Lasarewitsch Chanin und Alexander Sacharowitsch Dubinin für die wissenschaftliche Begründung und praktische Einführung des Blocksystems der Erdöllagerstättenentwicklung der Oblast Kuibyschew)[2]
- Verdienter Wissenschaftler und Techniker der RSFSR[2]
- Orden des Roten Banners der Arbeit
- Ehrenzeichen der Sowjetunion
- Orden des Vaterländischen Krieges I. Klasse
- 19 Medaillen[2]